# Ensheimer Hof
Der Ensheimer Hof ist ein Gehöft im Saarbrücker Stadtteil Ensheim unweit des Flughafens Saarbrücken. Das Gebäudeensemble steht unter Denkmalschutz.

## Geschichte
Das Gelände wurde 1854 von der Industriellenfamilie Krämer, Betreiber des Eisenwerks Krämer in St. Ingbert erworben. Es entstanden das zweigeschossige Wohnhaus mit Herrengarten und ein Rinderstall, um 1860 ein weiterer Stall mit Schuppen und 1908 eine weitere Stallscheune.
1919 erwarb Professor Noé den Hof. Dieser führte aufwendige technische Anlagen wie eine automatische Entmistungsanlage und eine moderne Milchküche ein.
Seit 1970 befindet sich der Hof in Landesbesitz und wird an mehrere Pächter vermietet. 